# المغير (جنين)
المغير قرية فلسطينية صغيرة تقع على مجموعة تلال تشرف على مرج ابن عامر شرقي مدينة جنين ، وتبعد 12كم عنها . بإرتفاع 312 متراً عن مستوى سطح البحر . تبلغ مساحة أراضي القرية 18049 دونم. احتل منها 5671 دونم عند ترسيم خط الهدنة سنة 1948.

## سبب التسمية
يوجد عدة روايات حول أصل تسمية المغير. إحداها تشير إلى أن الإسم مشتق من كثرة المغاور والكهوف المنتشرة في المنطقة. بينما تربط رواية أخرى التسمية بفترة الحكم العثماني، حيث كان اللصوص وقطاع الطرق يتجنبون المرور بها اعتقاداً منهم بأنها أرض وقف أوقفها النبي إبراهيم عليه السلام لله وأن أموالهم الحرام قد تتسبب في هلاكهم إن عبروا منها.

## تاريخها
تأسست قرية المغير على يد رعاة من دير جرير ومرج ابن عامر ، ربما في منتصف القرن التاسع عشر، حول أطلال قديمة. في عام 1882، وصف مسح فلسطين الغربية الذي أجرته مؤسسة أبحاث فلسطين القرية بأنها "مكان صغير على قمة تل صخري. يتم توفير المياه عن طريق صهاريج مياه الأمطار. المنازل مبنية من الحجر والطين."

### عصر الانتداب البريطاني
في تعداد فلسطين الذي أجرته سلطات الانتداب البريطاني عام 1922، بلغ عدد سكان قرية المغير 94 مسلمًا، وارتفع في تعداد عام 1931 إلى 156 مسلمًا، في إجمالي 31 منزلًا. في إحصاءات عام 1945 بلغ عدد السكان 220 مسلمًا، بإجمالي 18049 دونمًا من الأرض، وفقًا لمسح رسمي للأراضي والسكان. من هذه المساحة، تم استخدام 711 دونمًا للمزارع والأراضي القابلة للري، و5487 دونمًا للحبوب. في حين بلغ إجمالي المساحة المبنية والأراضي الحضرية 6 دونمات.

### العصر الأردني
في أعقاب الحرب العربية الإسرائيلية عام 1948، وبعد اتفاقيات الهدنة عام 1949، أصبحت المغير تحت الحكم الأردني. في عام 1961، بلغ عدد السكان 390 نسمة.

### ما بعد عام 1967
منذ حرب الأيام الستة عام 1967، كانت قرية المغير تحت الاحتلال الإسرائيلي حتى عام 1993بعد اتفاقية أوسلو مع السلطة الوطنية الفلسطينية. كما قسمت أراضي القرية بين منطقتين أ و ب، حيث تخضع إدارياً حسب التصنيف لسلطة الوطنية الفلسطينية. تُدار شؤون القرية من قبل مجلس قروي وتتبع إدارياً لمحافظة جنين.وفقًا للجهاز المركزي للإحصاء الفلسطيني بلغ عدد سكان القرية 3221نسمة في عام 2017.

## عمل السكان
يعتمد معظم سكان المغير في معيشتهم على التجارة وصناعة المفروشات واثاث المنزل، ويعمل جزء منهم في سلك الوظائف الحكومية، وجزء يعتمد على الزراعة والأعمال الخدماتية.

## المؤسسات والخدمات
- مجلس قروي
- عيادة صحية حكومية
- عيادة طب اسنان
- عيادة طب عام تتبع إحدى الجمعيات الخيرية
- مركز نسوي
- روضة اطفال تابعة للمجلس القروي
- مدرستان واحدة للذكور واخرى للأناث

## روابط خارجية
- موقع فلسطين في الذاكرة
- شبكة أبناء البلد